# 日本の降伏文書
日本の降伏文書（にほんのこうふくぶんしょ）は、1945年（昭和20年）9月2日、日本と連合国（事実上、アメリカ合衆国）との間で交わされた休戦協定（停戦協定）の名称。この協定により日本の降伏が確認され、ポツダム宣言の受諾は外交文書上確定された。
戦艦ミズーリ内で掲げられたのは星条旗（アメリカ合衆国の国旗）のみで、日本の国旗や他の連合国の国旗は掲げられなかった。

## 調印式
ポツダム宣言受諾が公表された玉音放送からおよそ半月後の1945年9月2日、東京湾上のアメリカ戦艦ミズーリの甲板上において調印された。
内容は以下の通り。
- 天皇、日本国政府及び大本営の名においてポツダム宣言を受諾する
- 所在地に関わらず全日本軍及び日本の支配下にある全軍隊に対し無条件降伏を布告する
- 日本軍と国民に対し、敵対行為を中止すること、船舶・航空機、軍用非軍用を問わず財産の毀損を防ぐこと及び連合国軍最高司令官又はその指示に基づき日本国政府の諸機関が下す要求・命令に従うことを命じる[注 1]
- その所在地に関わらず、全日本軍及び日本の支配下にある全軍隊の指揮官に対し、自身及び指揮下の全軍隊が無条件降伏する旨の命令を直ちに発することを命じる
- 公務員と陸海軍の職員に対し、本降伏実施のために連合国軍最高司令官が発する布告・命令・指示に従うこと及び引続き各自の地位に留まり非戦闘的任務を行うことを命じる
- ポツダム宣言を誠実に履行すること及びそのために必要な命令を発しかつかかる一切の措置を取ることを約する
- 日本国政府と大本営に対し、現に支配下にある連合軍俘虜及び被抑留者を即時解放し保護・手当・給養及び移送のための措置を命じる
- 天皇及び日本国政府の国家統治の権限は本降伏条項を実施する為適当と認める措置を執る連合国軍最高司令官の制限の下に置かれる[注 2]

### 式の当日
連合国軍最高司令官ダグラス・マッカーサーが調印の式場にミズーリの艦上を選んだのは、洋上であれば式典を妨害されないこと、ミズーリが時の大統領であったハリー・S・トルーマンの出身州であり大統領の娘が艦名の命名者であったこと、米国海軍にも花を持たせたいと考えたことがその理由とされている。
ミズーリはかつて東京湾でペリーが、日米和親条約調印の際に旗艦ポーハタン号を停泊させていたのと同じ位置に停泊したとされ、これはマッカーサーの演出とされている。
式典は1945年9月2日午前9時に始まり、まずマッカーサーが砲塔前で演説を行った。
日本側から天皇および大日本帝国政府を代表し重光葵外務大臣が、大本営を代表し梅津美治郎参謀総長が署名した。
連合国側からは、まず連合国軍最高司令官ダグラス・マッカーサーが4連合国（米、英、ソ、中）を代表するとともに、日本と戦争状態にあった他の連合国を代表して署名を行った。続いて各国代表が署名した。
- アメリカ代表：チェスター・ニミッツ海軍元帥
- 中華民国代表：徐永昌国民政府軍令部部長のち上将
- イギリス代表：ブルース・フレーザー海軍大将のち元帥
- ソ連代表：クズマ・デレビヤンコ (en) ソ連軍中将
- オーストラリア代表：トーマス・ブレイミー (en) 陸軍大将のち元帥
- カナダ代表：ローレンス・ムーア・コスグレーヴ (en) 陸軍大佐
- フランス代表：フィリップ・ルクレール陸軍大将
- オランダ代表：コンラッド・ヘルフリッヒ海軍中将
- ニュージーランド代表：レナード・モンク・イシット (en) 空軍中将

降伏文書は2通作成され、そのうちの1通（外交史料館所蔵）はカナダ代表が署名の箇所を誤ったため、以後の代表は署名欄を一段ずつずらして署名し、調印式終了後に国名が訂正されている。
以下はその他の主な参列者
- 日本全権随員 
  - 帝国陸軍：宮崎周一中将、永井八津次少将、杉田一次大佐
  - 帝国海軍：富岡定俊少将、横山一郎少将、柴勝男大佐
  - 外務省：岡崎勝男終戦連絡中央事務局長官、加瀬俊一秘書官[6]、太田三郎終戦連絡部長
- 英：アーサー・パーシバル中将
- 米：ウィリアム・ハルゼー・ジュニア大将（会場責任者）、ジョセフ・スティルウェル大将、ジョン・S・マケイン・シニア中将、ジョナサン・ウェインライト中将
- 中：楊宣誠海軍中将、朱世明中将、王之少将、李樹正上校（大佐）、王丕承上校

23分間にわたる式典の模様は通信艦船アンコン号を通じて全世界に中継された。

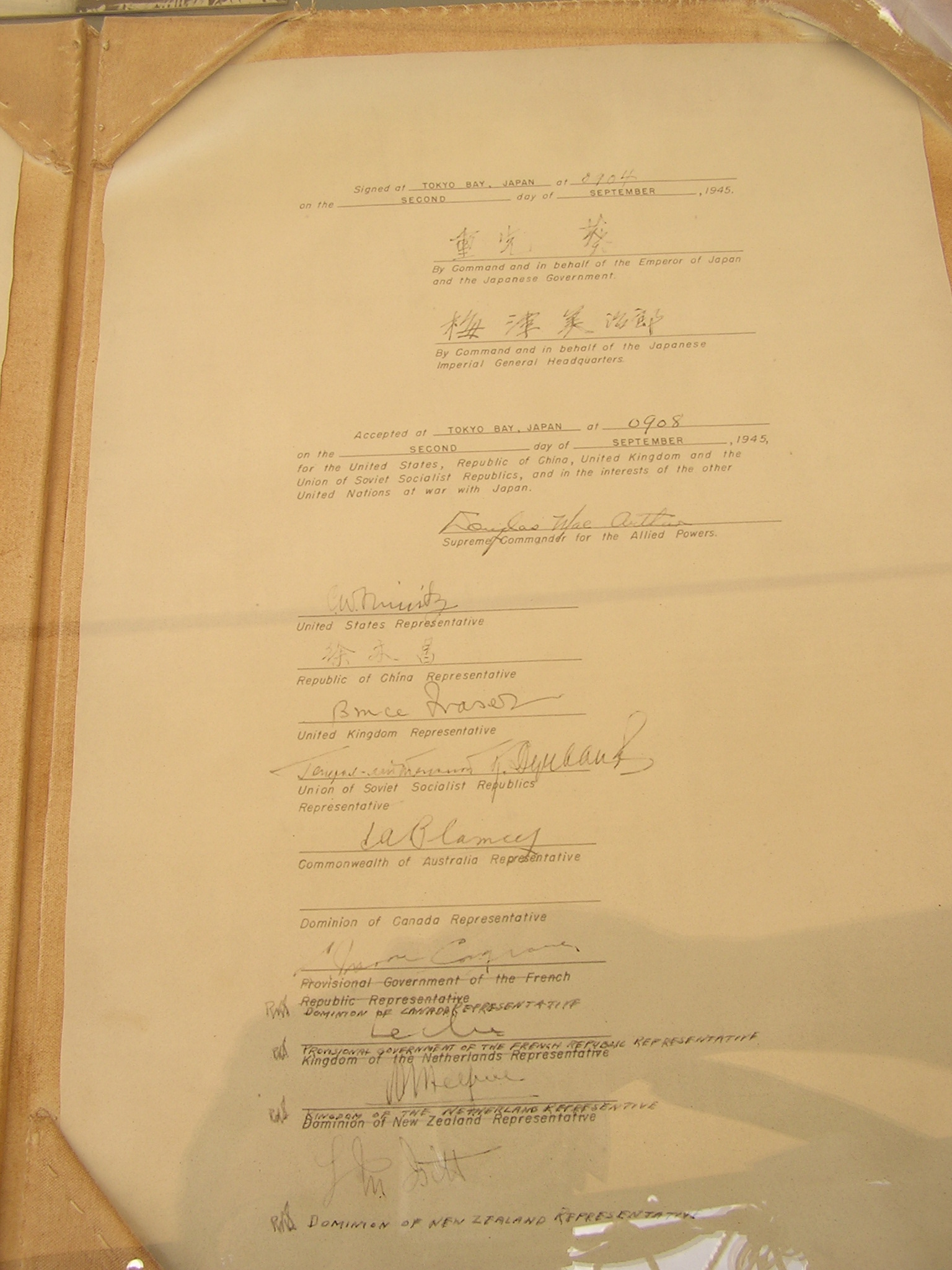
署名欄（なお、本降伏文書の署名はカナダ代表が署名欄を間違えたため、いわゆる手書き訂正されている。詳しくはミズーリ (戦艦)を参照）
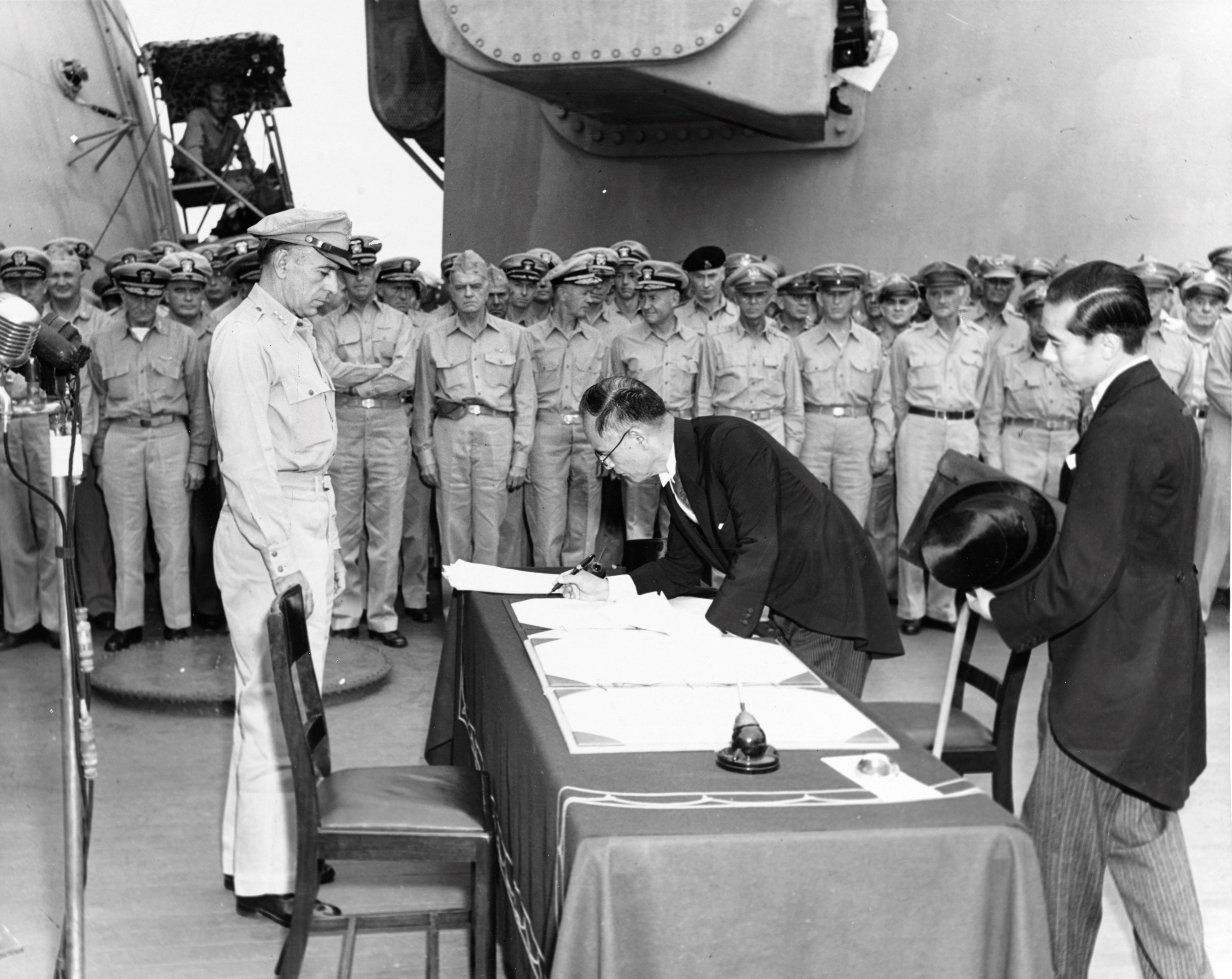
署名する重光葵、写真右は加瀬俊一
署名する梅津美治郎
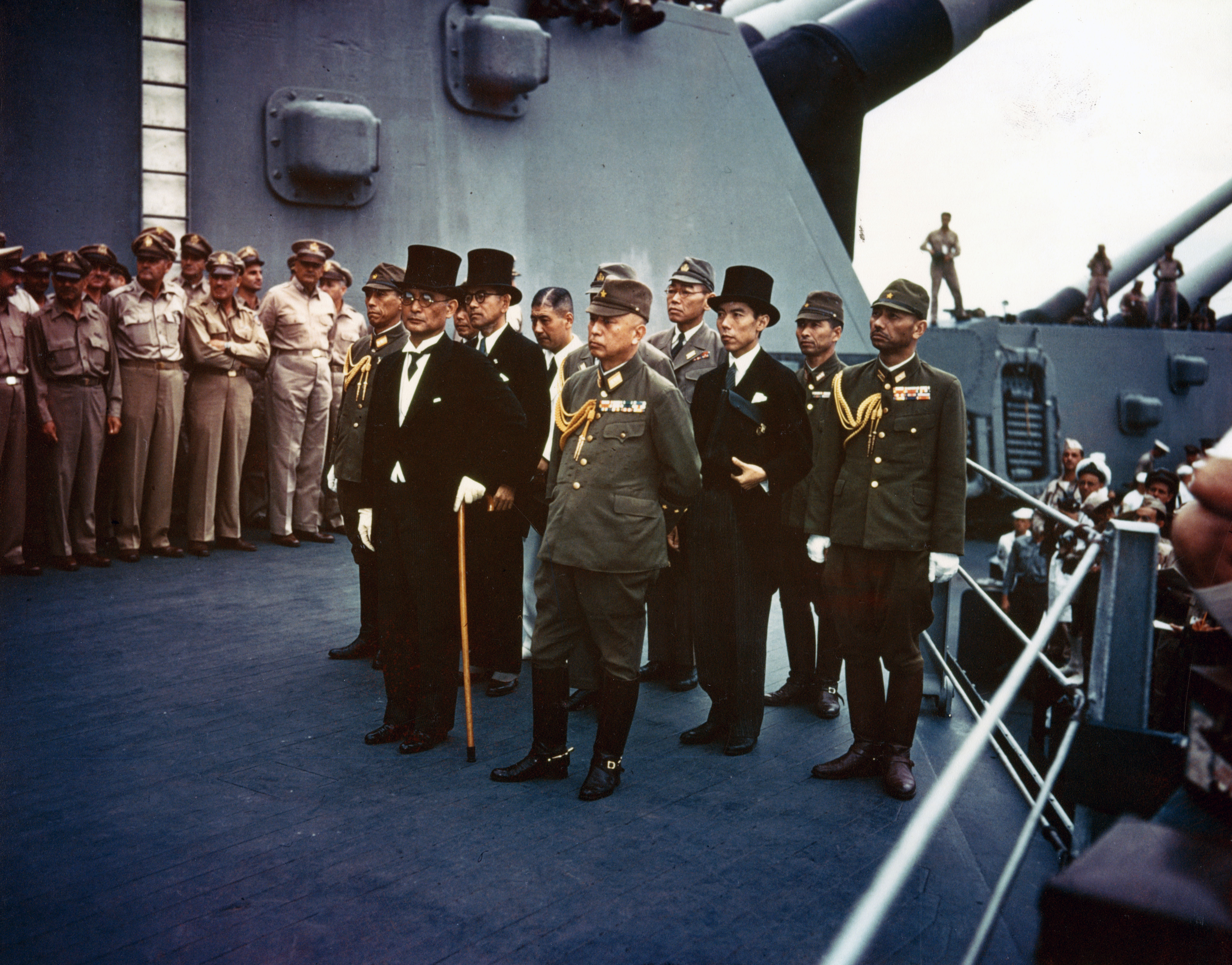
全権団、陸海軍人達はミズーリへ向かう船中で軍刀を外していた。最前列の左側が重光葵外務大臣、隣の陸軍軍人は梅津美治郎陸軍参謀総長、2列目左から宮崎周一陸軍中将、岡崎勝男外務省外局終戦連絡中央事務局長官、富岡定俊海軍少将、加瀬俊一外務省秘書官、永井八津次陸軍少将、3列目左から横山一郎海軍少将、太田三郎外務省終戦連絡部長、柴勝男海軍大佐、杉田一次陸軍大佐
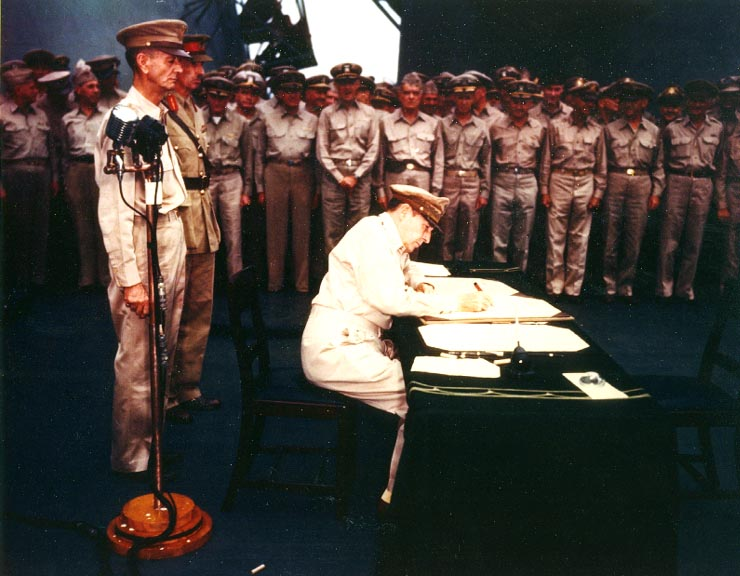
署名するマッカーサー
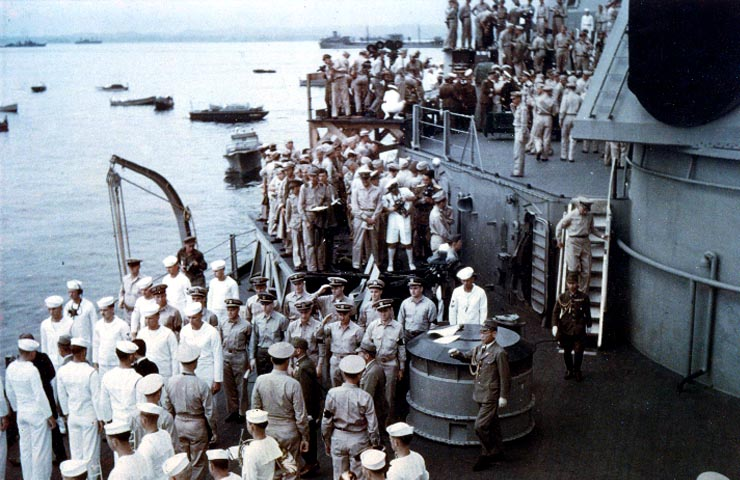
日本代表団の退艦
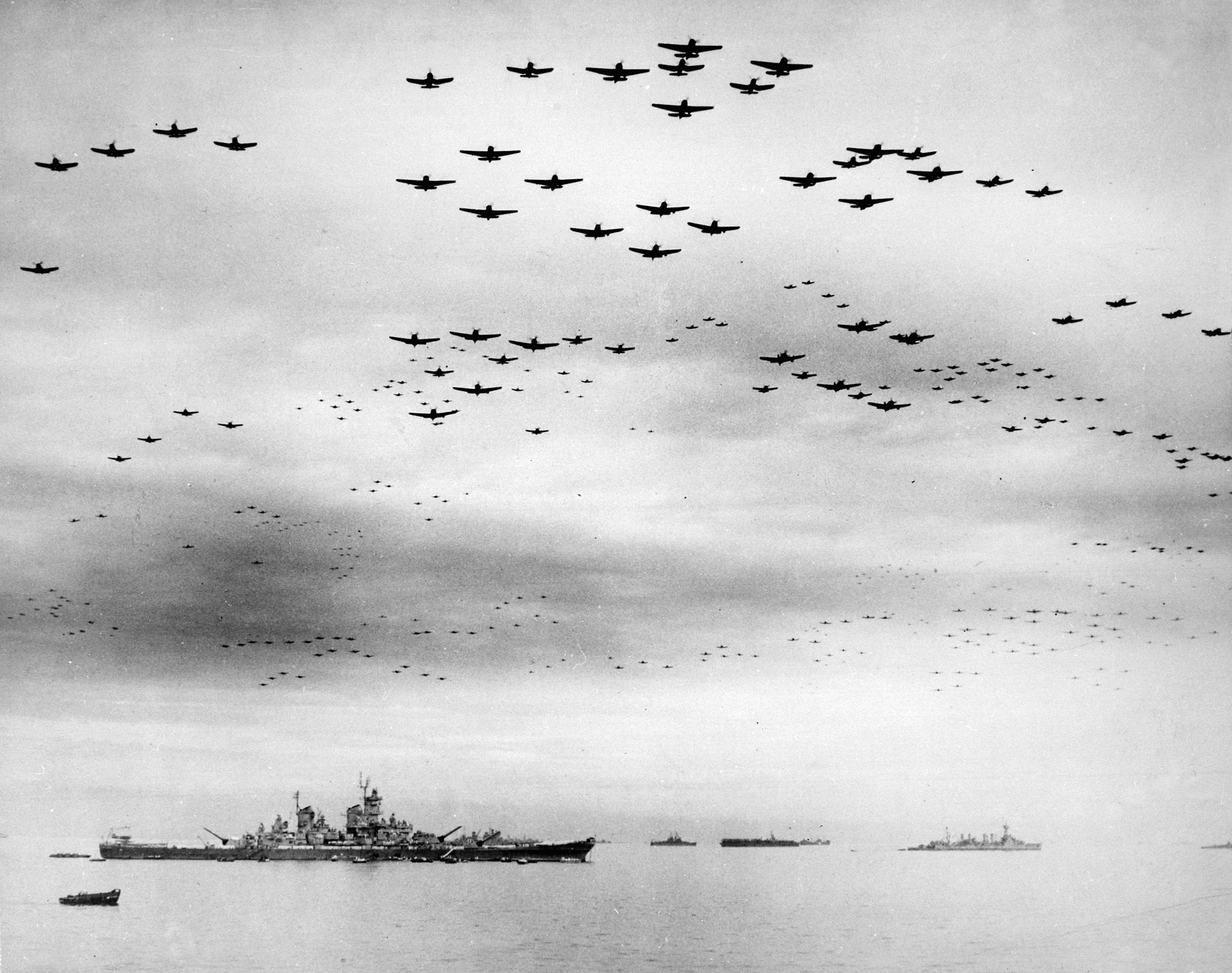
米戦艦ミズーリ

### 文書の保管
2通作成された降伏文書のうち、連合国側の1通は米国の国立公文書館（National Archives）に保管され、もう1通は日本側のもので外交史料館で所蔵している。原本は節目に一般公開されており日本側所蔵の原本が近年公開されたのは、戦後70年となる2015年8月31日から9月12日。場所は外交史料館の展示室にて「一般命令第一号」と共に特別展示された。普段は、日本側所蔵の文書のレプリカ（完全謄本）が展示されている。

## 降伏文書調印に関する詔書
以上を受けて昭和天皇は「降伏文書調印に関する詔書」を発した。

## 紙
降伏文書に使用された紙は耐久性の高い白石和紙が使用されたが、これは1943年に宮内省に重要記録用紙用で納入された物である。

## ペリー提督との関係

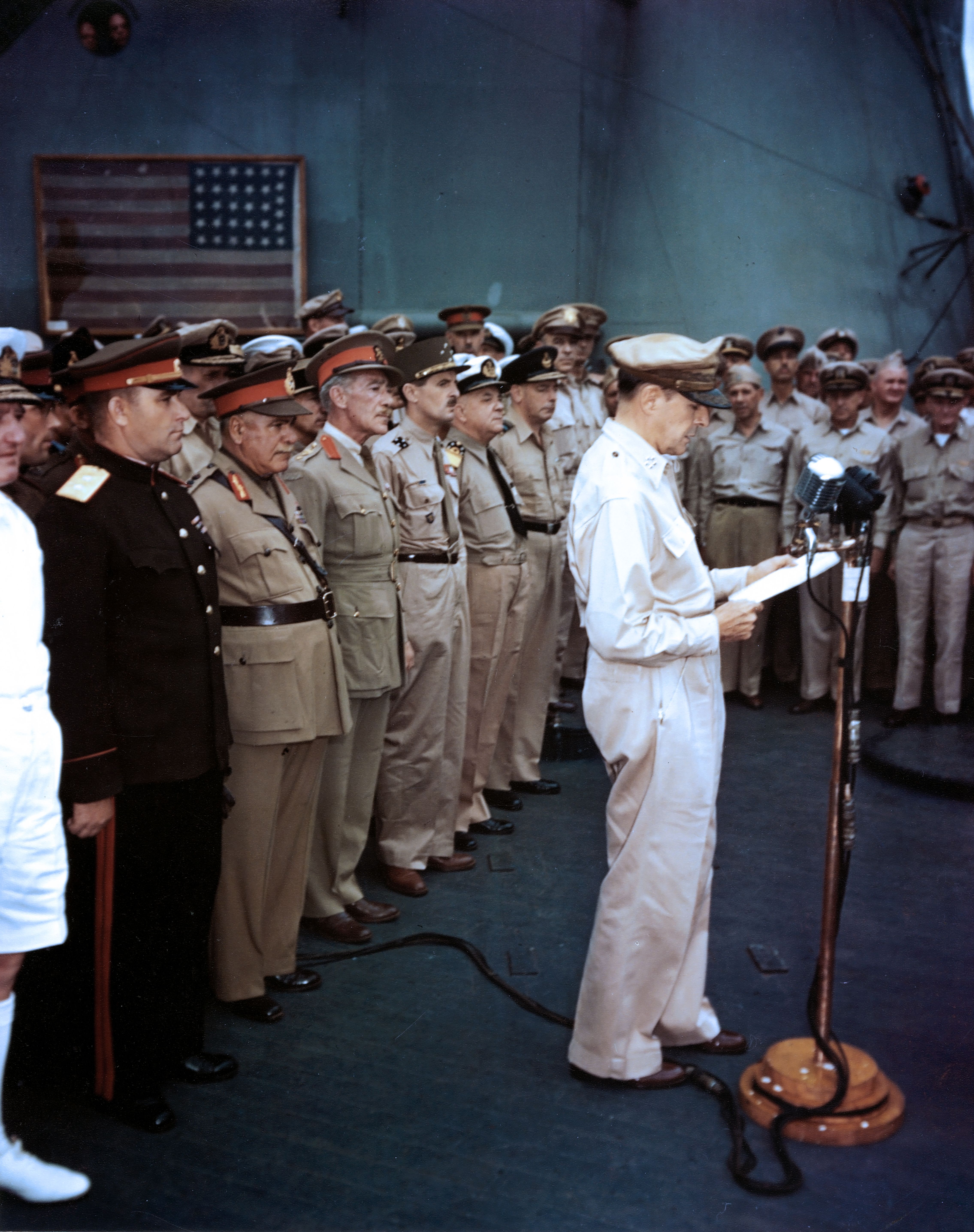
降伏文書の際、写真の左上にある星条旗は、マシュー・ペリーが黒船来航で日本に開国を要求した当時の星条旗である。

日本の降伏文書の際、アメリカ合衆国側は2つの星条旗を掲げた。48州の星条旗と31州の星条旗であった。
重光葵は、二つの異なる星条旗が飾られていることに気づいたとされる。